# ألبيرت غوينكارد
ألبيرت غوينكارد (10 نوفمبر 1914 – 19 مايو 1971) لاعب كرة قدم سويسري راحل كان يجيد اللعب في خط الوسط.
لعب طوال مسيرته الرياضية في نادي سيرفيت (1931-1947).
مثل منتخب سويسرا في 12 مباراة (1934-1941). شارك مع منتخب سويسرا في بطولة كأس العالم 1934 في إيطاليا حيث خرج من الدور الربع النهائي وبطولة كأس العالم 1938 في فرنسا حيث خرج من الدور الربع النهائي أيضا.

## وصلات خارجية
- ألبيرت غوينكارد على موقع الاتحاد الدولي (مؤرشف)  (الإنجليزية)
- ألبيرت غوينكارد على موقع قاعدة بيانات كرة القدم.إي يو (الإنجليزية)
- ألبيرت غوينكارد على موقع ناشيونال فوتبول تيمز (الإنجليزية)
- ألبيرت غوينكارد على موقع عالم كرة القدم.نت (الإنجليزية)
- هذا سيرة ذاتية